# Kabupaten Bone Bolango
Kabupaten Bone Bolango är ett kabupaten i Indonesien.   Det ligger i provinsen Gorontalo, i den nordöstra delen av landet, 2 000 km öster om huvudstaden Jakarta. Antalet invånare är 141 915.